# Tanzania en los Juegos Olímpicos de París 2024
Tanzania estuvo representada en los Juegos Olímpicos de París 2024 por siete deportistas, cuatro hombres y tres mujeres, que compitieron en tres deportes.
Los portadores de la bandera en la ceremonia de apertura fueron el judoka Andrew Thomas Mlugu y la nadadora Sophia Latiff. El equipo olímpico tanzano no obtuvo ninguna medalla en estos Juegos.